# 克里斯提安·波坦斯基
克里斯提安·利贝泰·波坦斯基（法語：Christian Liberté Boltanski；1944年9月6日—2021年7月14日）是具代表性的法國當代藝術家，主要創作雕塑、攝影、繪畫、及電影製作。以攝影裝置藝術及當代法國概念風格聞名。
在法國巴黎附近的馬拉科夫生活和工作。

## 經歷
波坦斯基在1944年出生於巴黎，時值第二次世界大戰末期。他的猶太裔父親為了逃避納粹追捕，曾在地下室躲藏近兩年的時間。這些源自於家庭成員的經歷、對於大屠殺的認知，也反映在波坦斯基後來的作品中。
波坦斯基13歲便輟學，是一位自學成材的藝術家，他於1950年代開始從事藝術創作。1960年代，他開始發展一種「個人民族學」，其特徵是受到克勞德·列維·斯特勞斯（ClaudeLévi-Strauss）和哈拉德·塞曼（Harald Szeemann）的影響。同時借助博物館學展示了匿名所有者物品的清單。在波坦斯基的作品中，物體（照片，衣服，鐘聲，花朵等）通常會給不在場的人發聲，並邀請觀看者進行冥想。

## 藝術創作

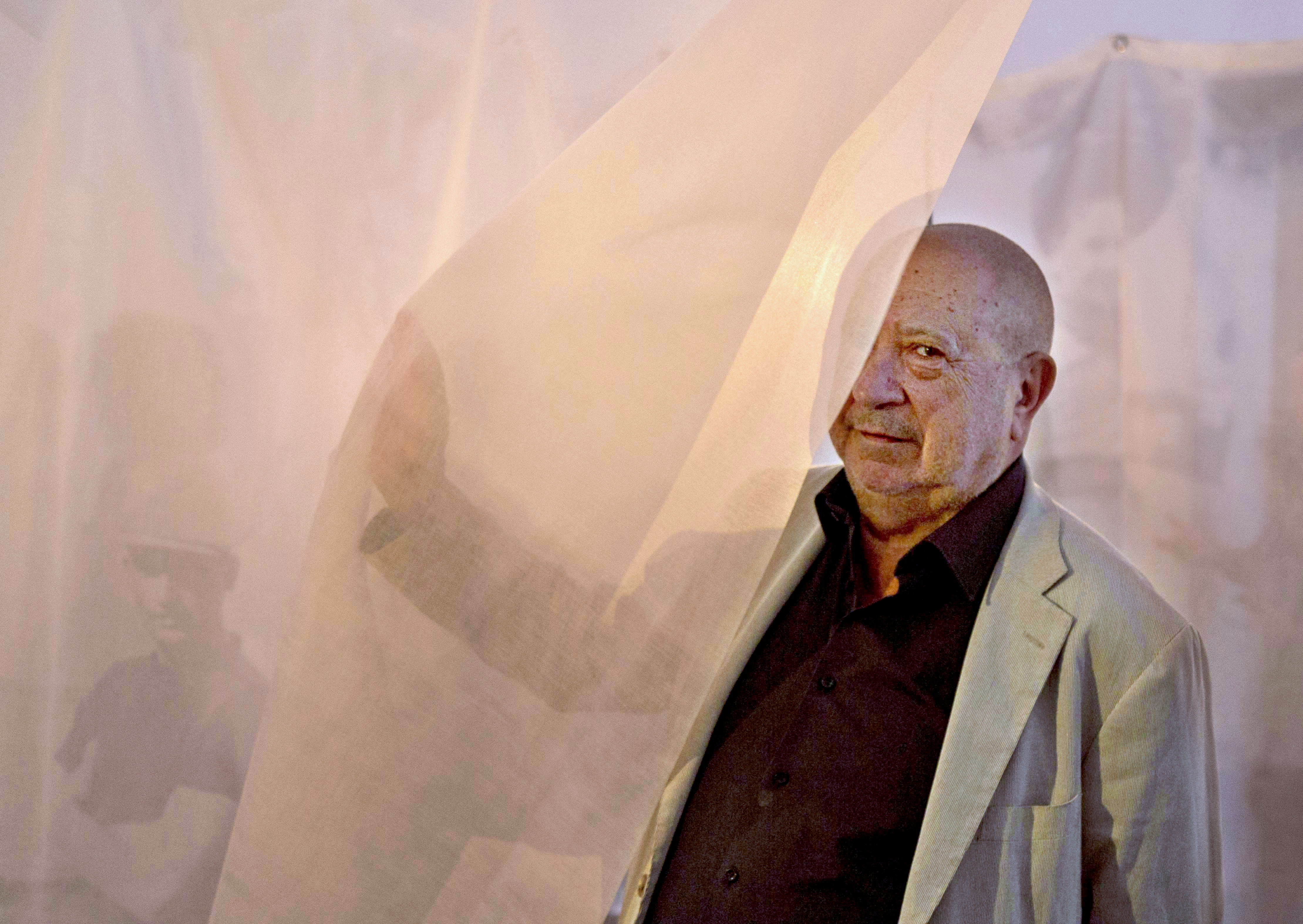
克里斯提安·波坦斯基在巴伦西亚现代艺术学院，2016.

波坦斯基的創作多與生、死與記憶相關。他以各種表達方式創作，包括圖像，照片，繪畫，雕塑和多媒體裝置。除了試圖重現過去，他還使用過餅乾，蠟燭和數千張照片，舊衣服和名字來記住一個陌生人，並表達人類生存的重要性，脆弱性和缺席。
作品從根本上、尤其是在肖像風格中探索了「參照」的概念。他早期的作品常圍繞著記憶的概念，攝影內容多為肖像及日常物件。他的許多作品都包含重新拍攝的快照，並將其合併到大型裝置中。
在他1972年創作的《米老鼠俱樂部的62位成員》(The 62 Members of the Mickey Mouse Club)中，展示了他重新收集的兒童照片。這些照片是原本刊登於兒童雜誌《米老鼠俱樂部》中，由讀者投稿最能代表他們的照片。波坦斯基認為，藉由這些孩童的舊照片，無法得知照片中主角的發展，這些照片中人物的臉已經不存在於世界上。這些肖像並不意味著存在，而是彷彿「缺席」一般。在後來的一些作品中，他通過放大照片模糊了多數細節。眼睛，鼻子和嘴巴變成黑洞，臉部呈白色。這些爆炸讓觀眾想起納粹大屠殺倖存者剛被釋放後的照片。他始終避免使用死亡集中營的真實照片，僅有少數作品使用到猶太兒童的圖像，例如：1987年的Chases High School和1989年的Reserves：The Purim Holiday。
1986年開始創作以光與影基本概念的多媒體裝置藝術，著名作品有《紀念碑》和《保留地》系列。
自2008年以來，波坦斯基展開了一項收集人們心跳聲的計畫，作為人們活著的證明。2013年他在日本香川縣豐島設立了心臟音資料館，是一個小型博物館，任何人皆可在其中永久紀錄自己的心跳、和收聽他迄今為止收集的世界各地人們的心跳聲。

## 榮譽
高松宮殿下紀念世界文化獎 (2006)
Prix de Gaulle-Adenauer (2009)

## 外部連結
- Christian Boltanski 在BOMB上的訪談 （页面存档备份，存于）
- MOMA藝術家簡介 （页面存档备份，存于）
- Christian Boltanski個人回顧展《Lifetime》簡介，日本新國立美術館 （页面存档备份，存于）
- 心臓音のアーカイブ 日本豐島心臟音資料館 （页面存档备份，存于）